# Vaalajärvi
Vaalajärvi är en sjö i Finland. Den ligger i kommunen Sodankylä i landskapet Lappland, i den norra delen av landet, 800 km norr om huvudstaden Helsingfors. Vaalajärvi ligger 201,3 meter över havet. Den är 2,8 meter djup. Arean är 13,07 kvadratkilometer och strandlinjen är 25,46 kilometer lång. Sjön  ingår i Kemi älvs huvudavrinningsområde.   Den sträcker sig 7,9 kilometer i nord-sydlig riktning, och 5,4 kilometer i öst-västlig riktning.
I övrigt finns följande i Vaalajärvi:
- Isosaari (en ö)
- Selkäsaari (en ö)

I övrigt finns följande vid Vaalajärvi:
- Lompolo (en sjö)
- Vaalajoki (ett vattendrag)